# Teisterbant
Teisterbant was in de middeleeuwen een gouw of graafschap van Vlaardingen tot Tiel, begrensd door de rivieren Lek, Maas, Waal en Hollandse IJssel. De huidige Neder-Betuwe maakte er deel van uit, maar ook plaatsen als Vianen, Culemborg, Batenburg en Geldermalsen. Tiel was de belangrijkste stad van het gebied. De historische landen van Altena, Arkel, Buren, Heusden en Vianen maakten er ook deel van uit.

## Geschiedenis
De naam Teisterbant komt vermoedelijk uit het Keltisch, en betekent ongeveer 'rechts gelegen' (vergelijk teister met het Latijnse dexter, dat 'rechts' betekent). Het zou dan de tegenhanger zijn van Swifterbant, 'links gelegen'. Het was reeds een bekend gebied in 8e eeuw. Van 843 (Verdrag van Verdun) tot het overlijden van Lotharius II in 869 hoorde Teisterbant onder het koninkrijk Lotharingen. Vervolgens kwam Teisterbant in 870 (Verdrag van Meerssen) aan Lotharius' oom Lodewijk de Duitser en werd het deel van Oost-Francië.
Graaf Gerulf van West-Frisia ontving als beloning voor zijn rol bij het verdrijven van de Noormannen van de Oost-Frankische koning Arnulf van Karinthië op 4 augustus 889 een aantal goederen in Teisterbant in vol eigendom. Het betrof een aantal boerderijen en huizen in onder andere Tiel, Aalburg en Asch. Gerolf had twee zonen, Waldger en Dirk. Dirk werd de stamvader van de graven van Holland, Waldger werd 898-928 vermeld als graaf van Teisterbant. Hij werd opgevolgd door zijn zoon Radboud, mogelijk ook "Poppo" genoemd.
Aan het eind van de 10e eeuw kwam het gebied in het bezit van graaf Ansfried van Hoei. Rond 985 verdeelde deze zijn bezittingen om in een klooster te gaan leven. In 994 werd hij tot bisschop van Utrecht verkozen. Op 11 april 999 schonk keizer Otto III het koningsgoed dat "Poppo, zoon van Wedigeri" in Teisterbant in leen had aan de kerk van Utrecht. De titel graaf van Teisterbant ging naar Ansfrieds neef Unruoch (Hunerik), mogelijk vader van Herman van Malsen, stamvader van de heren van Cuijk.
Na de dood van Unruoch gaat het graafschap waarschijnlijk naar Diederik van Hamaland. Als deze in 1017 overlijdt neemt zijn stiefvader Balderik de macht over. Balderik moest zich in 1018 op de Rijksdag in Nijmegen verantwoorden en verloor daar al zijn goederen en zijn ambten.
Als beloning voor zijn steun in de strijd tegen Balderik verwierf de bisschop van Utrecht Adelbold II in 1026 de grafelijke rechten van Teisterbant. Hoewel het bisdom al eerder kleinere wereldlijke bezittingen verwierf, vormde dit mede de basis voor het prinsbisdom ofwel sticht Utrecht. Delen werden in leen uitgegeven aan de graafschappen Kleef en Gelre en een aantal vrije heerlijkheden. Uiteindelijk raakte het bisdom hierdoor de soevereiniteit kwijt, en Teisterbant verdween van de kaart.
Later werd het gebied een twistappel tussen de hertogen van Brabant en Gelre, omdat het zeer strategisch gelegen was.

### Teisterbant in de latere geschiedschrijving
Vanaf de 16e eeuw groeide het verlangen om de plaatselijke geschiedenis en de afstamming van lokale vorsten zo ver mogelijk terug te voeren. Het resultaat hiervan was een groot aantal fantasierijke genealogieën die ook tegenwoordig nog uitgebreid geciteerd worden.

## Vernoemingen
- In het dorpje Kerk-Avezaath, gelegen in de Betuwe, staat een landhuis met de naam Teisterbant. De plaatselijke voetbalvereniging in dit dorp heet "v.v. Teisterbanders", en er is een Teisterbantstraat.

- In het Maasdrielse Kerkdriel aan de Teisterbantstraat is Huis Teisterbant gebouwd vóór 1399. Volgens de legende is het gebouwd op de resten van het buitenverblijf van graaf Ansfried van Teisterbant.

- De Haarlemse Sociëteit Teisterbant, opgericht door Godfried Bomans.

## Varia
- De schrijver Willem Bilderdijk gebruikte het pseudoniem "graaf van Teisterbant".